# Třída Ibuki (1942)
Třída Ibuki (伊吹型 Ibuki gata) byla rozestavěná třída těžkých křižníků japonského císařského námořnictva, označovaná též jako „křižníky A“ (巡洋艦高 džunjókan kó) a projektovaná podle projektu C-46. Vycházela z těžkých křižníků třídy Mogami (konkrétně poslední dvojice Suzuja a Kumano), ze kterých převzala přibližnou siluetu a uspořádání hlavní baterie, a třídy Tone, ze které převzala pohonný systém. Rozestavěny byly dvě jednotky této třídy. Ani jedna nebyla dokončena. Prototypová jednotka Ibuki měla být dokončena jako lehká letadlová loď, ale nepodařilo se ji dokončit. Druhá jednotka byla sešrotována brzy po založení kýlu.

## Stavba
Stavba dvou křižníků této třídy byla objednána v rámci programu z roku 1941. Prototypovou jednotku Ibuki stavěla loděnice v Kure. Po spuštění křižníku na vodu bylo rozhodnuto dokončit jej jako lehkou letadlovou loď. Přestavbu prováděla loděnice v Sasebo. Práce byly přerušeny v březnu 1945. Plavidlo tehdy bylo hotovo z 80 %.
Druhý křižník stavěla loděnice Micubiši v Nagasaki. Stavba byla zrušena nedlouho po založení kýlu.
Jednotky třídy Ibuki:
| Jméno              | Loděnice | Založení kýlu  | Spuštěna        | Vstup do služby | Poznámka                                                                        |
| ------------------ | -------- | -------------- | --------------- | --------------- | ------------------------------------------------------------------------------- |
| Ibuki (伊吹)       | Kure     | 24. dubna 1942 | 21. května 1943 | –               | Dokončována jako letadlová loď. Stavba zrušena v březnu 1945. Sešrotována 1947. |
| č. 301 (第301号艦) | Nagasaki | 1. ledna 1942  | –               | –               | Stavba zrušena, loď sešrotována.                                                |

## Konstrukce

### Těžký křižník

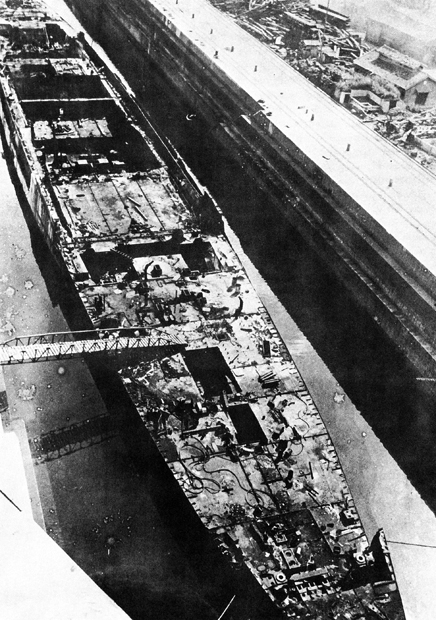
Rozebírání nedokončené letadlové lodě Ibuki v suchém doku č. 7 v Sasebu

Plánovanou výzbroj tvořilo deset 203mm kanónů ve dvoudělových věžích, které doplňovalo osm 127mm kanónů a šestnáct 610mm torpédometů. Pohonný systém měl mít výkon 152 000 hp. Nejvyšší rychlost měla být 35 uzlů.

### Letadlová loď
Plavidlo mělo hladkopalubové uspořádání. Hangár byl s letovou palubou spojen dvěma výtahy. Neseno bylo až 27 letadel. Plánovanou výzbroj tvořily čtyři 76mm kanóny, čtyřicet osm 25mm kanónů a čtyři protiletadlové raketomety. Pohonný systém tvořily čtyři kotle a parní turbíny o výkonu 72 000 hp, pohánějící dva lodní šrouby. Plánovaná nejvyšší rychlost dosahovala 29 uzlů.